# Volby v Bulharsku
Volby v Bulharsku jsou svobodné. Volí se do parlamentu včetně evropského parlamentu a každých pět let se konají prezidentské volby. Voliči volí do jednokomorového Národního shromáždění 240 poslanců na čtyřleté volební období. Prezident je volen přímo na pětileté období.

## Dominantní politické strany
- Zelena Partija
- Občané za evropský rozvoj Bulharska
- Národní svaz "Útok"
- Hnutí za práva a svobody
- Koalice pro Bulharsko